# Furacão Karl (1980)
O Furacão Karl foi um tardio e incomum ciclone tropical formado durante a Temporada de furacões no oceano Atlântico de 1980. Atingiu a posição 1 na Escala de furacões de Saffir-Simpson, sendo desenvolvido no centro de outro ciclone extratropical sobre o Atlântico Norte. Depois de ser classificado como um ciclone subtropical em 25 de novembro, tornou-se mais independente da sua tempestade de origem e cresceu, originando diretamente um furacão. Em 26 de novembro, diminuiu sua intensidade, e finalmente, dissipou quando se fundiu com outro sistema.
Karl detém o recorde pela formação mais setentrional de um ciclone tropical ou subtropical em novembro, no Oceano Atlântico. Ele também atingiu a força de um furacão numa latitude incomum, e foi um dos mais ativos no registro em termos de ciclones tropicais. Entretanto, circulou em águas abertas e não teve quaisquer efeitos sobre a terra. Foi a 11ª tempestade da temporada, e devido à falta de danos, seu nome não foi retirado.

## História meteorológica
Se originou numa área de baixa pressão formada em torno de um sistema frontal, próximo ao sudeste dos Estados Unidos. No dia seguinte, a tempestade adjuntou às províncias marítimas do Canadá e foi reforçada para 1000 milibares. Em 24 de novembro, o amplo ciclone estava localizado ao sul de Newfoundland, e já no início do dia posterior, uma massa de convecção desenvolveu-se sobre seu centro. Ele evoluiu para um vórtice separado, e devido à falta de agentes para inibir o cisalhamento do vento, um pequeno ciclone foi desenvolvido. Tornou-se uma tempestade subtropical em 00:00 UTC, antes de adentrar num ciclone maior. Cerca de 18 horas depois, a tempestade fortaleceu e ganhou características tropicais suficientes para se designar um furacão, sendo acompanhada pela formação de um olho. Na época, ela estava situada em torno de 610 milhas (1,110 km) a oeste dos Açores. Embora o desenvolvimento de um ciclone tropical dentro de uma tempestade tropical seja raro, não é inédito. Um furacão não identificado em novembro de 1991, também foi formado dessa maneira.
Depois de ter sido classificado como um furacão, Karl foi gradualmente reforçado, e sua circulação tornou-se mais distinta das nebulosidades circundantes. Uma calha que emergiu na América do Norte dirigiu o furacão para o leste, e em 26 de novembro, atingiu o sua maior intensidade, com ventos máximos de 85 mph (140 km/h) e pressão atmosférica de 985 milibares (hPa; 29.09 inHg). Karl manteve essa força por cerca de 18 horas até começar a enfraquecer gradualmente, uma vez que acelerou sua direção ao nordeste. Em 27 de novembro, o olho da tempestade tornou-se mais desigual, o ciclone passou a 230 milhas (370 km) dos Açores e começou a mostrar sinais de deterioração. Ele se fundiu com outro sistema próximo e foi dissipado em 28 de novembro.

## Recordes

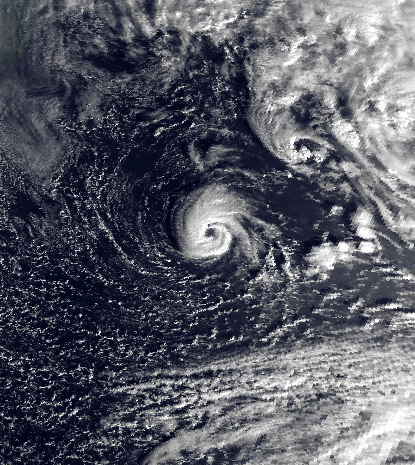
Satellite view of the hurricane near its peak